# Pierre Gassier
Pierre Gassier es un crítico de arte nacido en Etampes, Francia el 1 de septiembre de 1915, y fallecido en Marbella, Málaga el 28 de mayo de 2000, aunque gran parte de su obra la ha realizado en España. Es considerado el máximo especialista en Goya.
Ha comisariado varias exposiciones sobre el trabajo y la vida del maestro aragonés Francisco de Goya, organizadas todas por el Museo del Prado y por su respectiva fundación de amigos.
Gassier se ha expresado en estos términos sobre Goya: «es un caso único en toda la historia de la pintura, porque su nombre es mágico para el público y ningún otro artista en el mundo atrae las muchedumbres que él. Yo creo que el éxito de Goya se debe a su modernidad, a la actualidad de sus cuadros, en los que la gente encuentra el eco de sus vivencias».
Junto a su compañera Juliet Wilson Bareau publicó en 1974 el mejor y más completo, en palabras de Nigel Glendinning, lanzado por la editorial Juventud de Barcelona bajo el título Vida y obra de Francisco de Goya.